# Alabel
Alabel ist eine Verwaltungsgemeinde in der philippinischen Provinz Sarangani im Süden der Insel Mindanao.
Die Gemeinde beherbergt den Sitz der Provinzverwaltung von Sarangani.

## Geographie
Die Gemeinde ist im Süden begrenzt durch das Gebiet der Gemeinde Malapatan, im Norden durch Malungon, im Westen liegt General Santos City und die Bucht von Sarangani; im Osten grenzt die Gemeinde Malita aus der Provinz Davao del Sur an Alabel.

## Wirtschaft

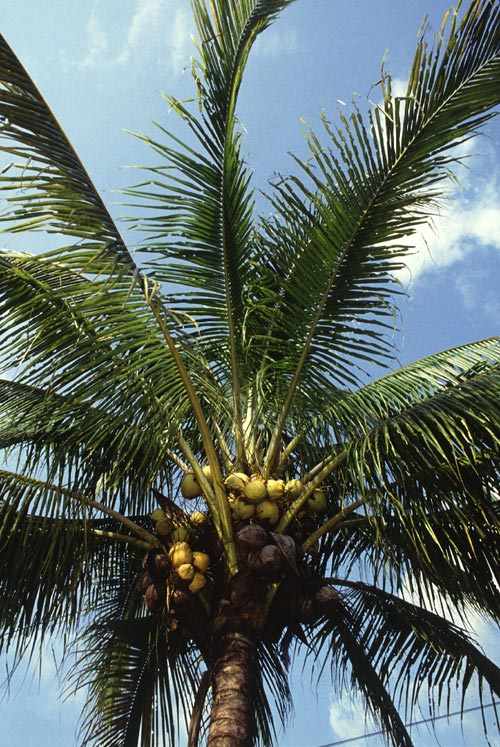
Kokospalme auf den Philippinen

Die Wirtschaft von Alabel basiert auf der Landwirtschaft. Dabei macht die Herstellung von getrocknetem Kokosnussfleisch (Kopra) den größten Anteil aus. Daneben stellt die Viehhaltung, insbesondere die Rinderzucht, die zweitgrößte Einnahmequelle der Bevölkerung dar.
Andere landwirtschaftliche Erzeugnisse sind neben Kokosnüssen, Mais, Zuckerrohr, Bananen, Ananas und Mangos auch Schweinefleisch, Rindfleisch, Eier und natürlich Fisch.

## Baranggays
Alabel ist politisch unterteilt in zwölf Baranggays (Ortsteile).
- Alegria
- Bagacay
- Baluntay
- Datal Anggas
- Domolok
- Kawas
- Maribulan
- Pag-Asa
- Paraiso
- Poblacion (Alabel)
- Spring
- Tokawal

## Geschichte
Um 1947 lebten maßgeblich die Familien von Santiago Alaba und Tomas Beldad in Buayan. Der Ort wurde am 17. September 1956 zu einem Barrio der Gemeinde Dadiangas (heute General Santos) und bekam den Namen Alabel zu Ehren der beiden Familien. 
Am 10. September 1971 wurde Alabel durch den Republic Act Nr. 6393 zu einer Verwaltungsgemeinde ernannt.
Die Gemeinde beinhaltete acht Barrios: Poblacion, Alegria, Maribulan, Pag-asa, Kawas, Domolok, Bagacay und Tokawal. Spring, Baluntay, Datal Anggas und Paraiso wurden zwischen 1986 und 1989 neu gebildet, so dass die Gemeinde seither aus zwölf Baranggays besteht.
Seit Inkrafttreten des Republic Act Nr. 7228 am 16. März 1992 ist Alabel der Sitz der Provinzverwaltung der neu gebildeten Provinz Sarangani.